# McKey Sullivan
Brittany "McKey" Sullivan (n. 9 de septiembre de 1988) es una reconocida modelo estadounidense de alta costura conocida especialmente por haber ganado el ciclo 11 del reality show America's Next Top Model.

## Primeros años

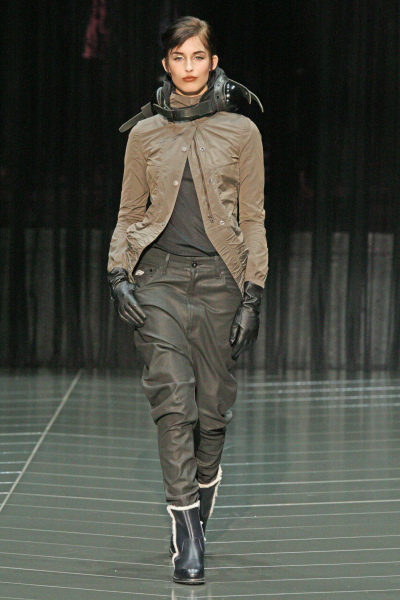
McKey Sullivan.

Sus padres son Michael y Gayle Sullivan, y tiene tres hermanos: Bridgett, Jimmy y Mickey. Es graduada del Lake Forest High School y perteneciente al Ripon College, donde se especializó en biología y química gubernamental; además estudió artes marciales junto a su novio. Apareció en el Bristol Renaissance Faire, el cual le inspiró ese estilo medieval que la caracteriza. Inició en el mundo del modelaje al trabajar para Elite Model Look, después de haber ganado la undécima temporada de ANTM.

## America's Next Top Model
Cuando apareció McKey se vio como una concursante más en el programa y para su primera sesión de fotos en la competencia (donde mostraban su lado patriótico), se mostró un poco desubicada ya que no tenía experiencia en el modelaje por lo que Jay Manuel le aconsejó que realizara movimientos de boxeo, logrando así, únicamente una buena foto lo que la salvó de la eliminación, pero a medida iba pasando el tiempo, empezó a sacar buenas fotos y esto le ayudó a no ser de las "últimas dos" por el contrario a esto, siempre recibió buenas críticas por parte del jurado y en el capítulo de las visitas a los diseñadores, obtuvo la aprobación de todos.